# Phrynobatrachus graueri
Phrynobatrachus graueri là một loài ếch trong họ Petropedetidae.
Loài này có ở Cộng hòa Dân chủ Congo, Kenya, Rwanda, và Uganda.
Các môi trường sống tự nhiên của chúng là các khu rừng ẩm ướt đất thấp nhiệt đới hoặc cận nhiệt đới, các khu rừng vùng núi ẩm nhiệt đới hoặc cận nhiệt đới, đất ngập nước với cây bụi là chủ yếu, đầm nước, và đầm nước ngọt. Loài này đang bị đe dọa do mất môi trường sống.